# میخایل موروتسوس
میخایل موروتسوس (انگلیسی: Michail Mouroutsos؛ زادهٔ ۲۹ فوریهٔ ۱۹۸۰) تکواندوکار اهل یونان است.